# Ricardo Álamo
Ricardo Álamo  (Caracas, Venezuela, 1970. december 10. –) venezuelai színész.

## Élete
Ricardo Álamo 1970. december 10-én született Caracasban. Karrierjét 1992-ben kezdte. 2002-ben főszerepet játszott a Juana la virgen című sorozatban. 2002-ben Eduardo szerepét játszotta a Rebeca című sorozatban Mariana Seoane partnereként. 2010-ben főszerepet játszott a La mujer perfectában.
2005-ben feleségül vette Marjorie de Sousa színésznőt, akitől 2006-ban elvált.

## Filmográfia
- La loba herida (Marte TV/1992)... Carlos 'Carlitos'
- Sirena (Marte TV/1993)
- Cruz de nadie (Marte TV/1994)
- Maria de los Ángeles (RCTV/1997)... Rogelio Vargas
- Niña mimada (RCTV/1998)... José "Cheo" Mogollon
- Reina de corazones (RCTV/1998)... Jean Paul
- Luisa Fernanda (RCTV/1999)... Miguel Enrique
- Mis tres hermanas (RCTV/2000)... Santiago Ortega Díaz
- Juana la virgen (RCTV/2002)... Mauricio de la Vega
- Rebeca (Venevisión Internacional/2003)... Eduardo Montalbán
- Amor del bueno (Venevision Internacional/2004)... Bernardo
- Ser bonita no basta (RCTV/2005)... Alejandro Mendoza
- El desprecio (RCTV/2006)... Raúl Velandró
- Toda una Dama (RCTV/2007-2008)... Miguel Reyes
- La mujer perfecta (Venevisión/2010-2011)... Santiago Reverón
- Válgame Dios (Venevisión/2012)... José Alberto Gamboa
- De todas maneras Rosa (Venevisión/2013)... Leonardo Alfonso Macho Vergara-Estévez